# Guitera-les-Bains
Guitera-les-Bains (Corsicaans: Vuttera; Italiaans: Guitera) is een gemeente in het Franse departement Corse-du-Sud (regio Corsica) en telt 114 inwoners (2009). 

## Geografie
De oppervlakte bedraagt 14,75 km², de bevolkingsdichtheid is dus 7,7 inwoners per km².

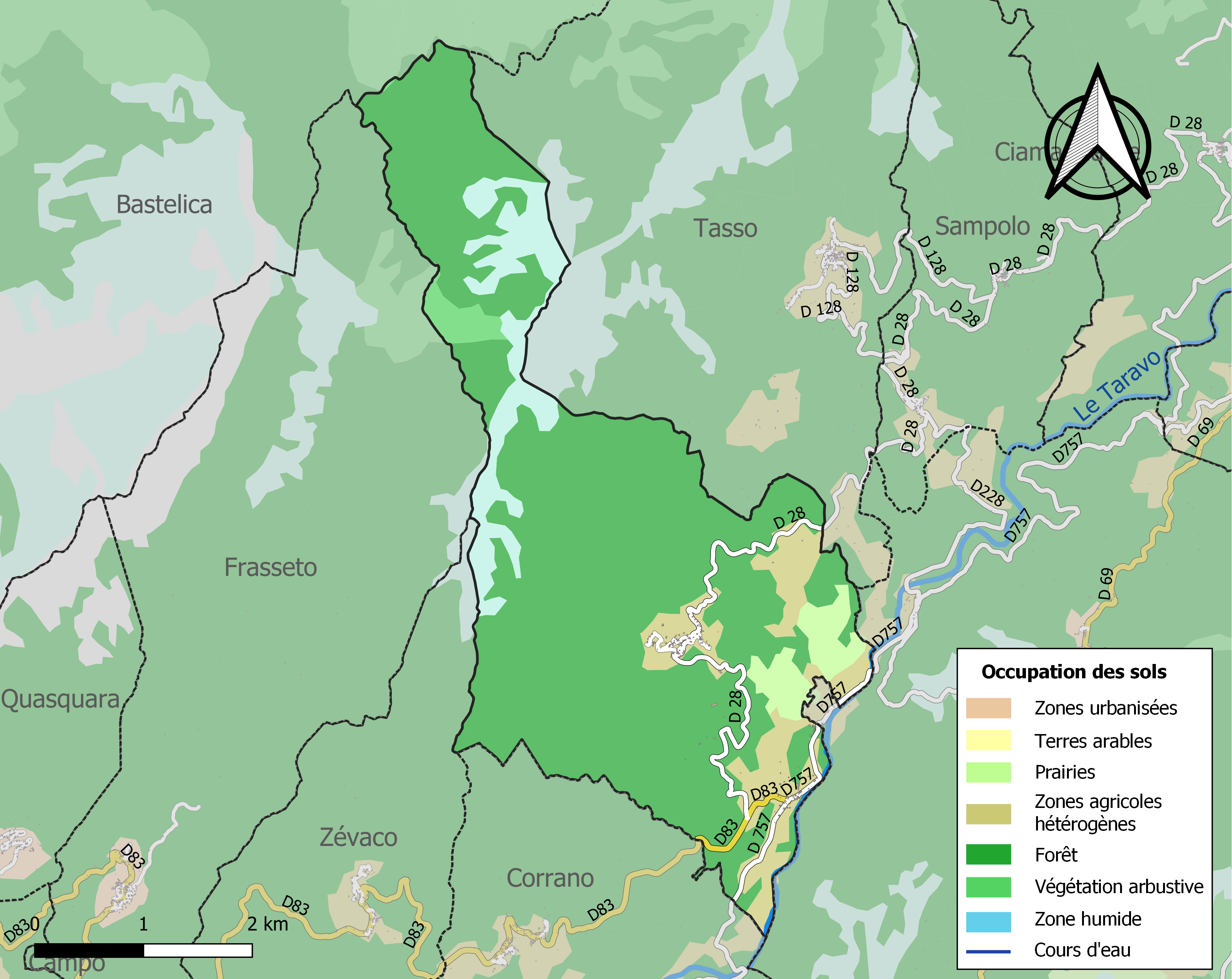
Kaart van de gemeente met de belangrijkste infrastructuur, bodemgebruik en omliggende gemeenten

## Demografie
Onderstaande figuur toont het verloop van het inwonertal.
Vanwege een beveiligingsprobleem met de MediaWiki Graph-software is het momenteel niet mogelijk deze grafiek weer te geven. Zodra de software is bijgewerkt zal de grafiek vanzelf weer zichtbaar worden.